# NGC 5675
NGC 5675 је спирална галаксија у сазвежђу Волар која се налази на NGC листи објеката дубоког неба.
Деклинација објекта је + 36° 18' 9" а ректасцензија 14h 32m 39,7s. Привидна величина (магнитуда) објекта NGC 5675 износи 13,0 а фотографска магнитуда 13,8. NGC 5675 је још познат и под ознакама UGC 9357, MCG 6-32-62, CGCG 192-38, IRAS 14305+3631, PGC 51965.